# Henri Madelin
Henri Madelin (Guebwiller, 26 de abril de 1936 - Lille, 8 de abril de 2020) fue un sacerdote jesuita y teólogo francés.

## Biografía
Nació el 26 de abril de 1936 en una familia de nueve hijos. Su familia se mudó a Blois en 1939, donde Madelin practicaba la exploración.
Después de estudiar filosofía en la formación jesuita en Vals-près-le-Puy, dos años en Collège Libermann en Douala, y estudiar teología en Fourvière, Madelin fue ordenado sacerdote en la Compañía de Jesús en 1967. 
En 1973, Madelin fue nombrado director de Acción popular, que se convirtió después en el Centro de Investigación y Acción Social (CERAS). Después de obtener un doctorado en ciencias políticas, presidió el Centro Sèvres en París de 1985 a 1991, antes de ser nombrado capellán nacional del Mouvement chrétien des cadres et dirigents.
Madelin sucedió a Jean-Yves Calvez como editor en jefe de la revista católica Études. Trabajó como profesor en Sciences Po, y fue miembro de la Oficina Católica de Información e Iniciativa para Europa. También enseñó en el Instituto Católico de París. 

## Muerte
Murió el 8 de abril de 2020 en Lille a la edad de 83 años debido a COVID-19, causado por el virus del SARS-CoV-2, durante la pandemia por coronavirus.

## Publicaciones
- Politique et foi (1972)
- Pétrole et politique en Méditerranée occidentale (1973)
- La Chine pour nous (1974)
- Les chrétiens entrent en politique (1975)
- Chrétiens et marxistes dans la société française (1977)
- La foi chrétienne à l'épreuve du marxisme (1978)
- En marge les chrétiens ? Point de vue sur la marginalisation des chrétiens en France (1979)
- Socialismes et chrétiens en Europe (1979)
- World Catholicism in transition (1988)
- La Menace idéologique (1989)
- Pluralité des religions et État laïque
- Nouveaux enjeux de la laïcité. Laïcité et débats aujourd'hui (1990)
- Quand la charité se fait politique (1991)
- L'Occident : christianisme et modernité (1991)
- Dieu et César, Essai sur les démocraties occidentales (1994)
- Sous le soleil de Dieu, Entretiens avec Yves de Gentil-Baichis (1996)
- Une encyclique tardive sur l'Holocauste : La repentance contestée du Vatican (1998)
- L’Évangile social, Guide pour une lecture des encycliques sociales (1999)
- La Société dans les encycliques de Jean-Paul II (2000)
- Jeunes sans rivages (2001)
- Si tu crois, L'Originalité chrétienne (2004)
- Refaire l'Europe. Le vieux et le neuf (2007)
- L'Europe dans tous ses états (2007)
- Ainsi fait-il (2013)
- Heurs et malheurs de l'autorité (2018)